# Eugeneodontiformes

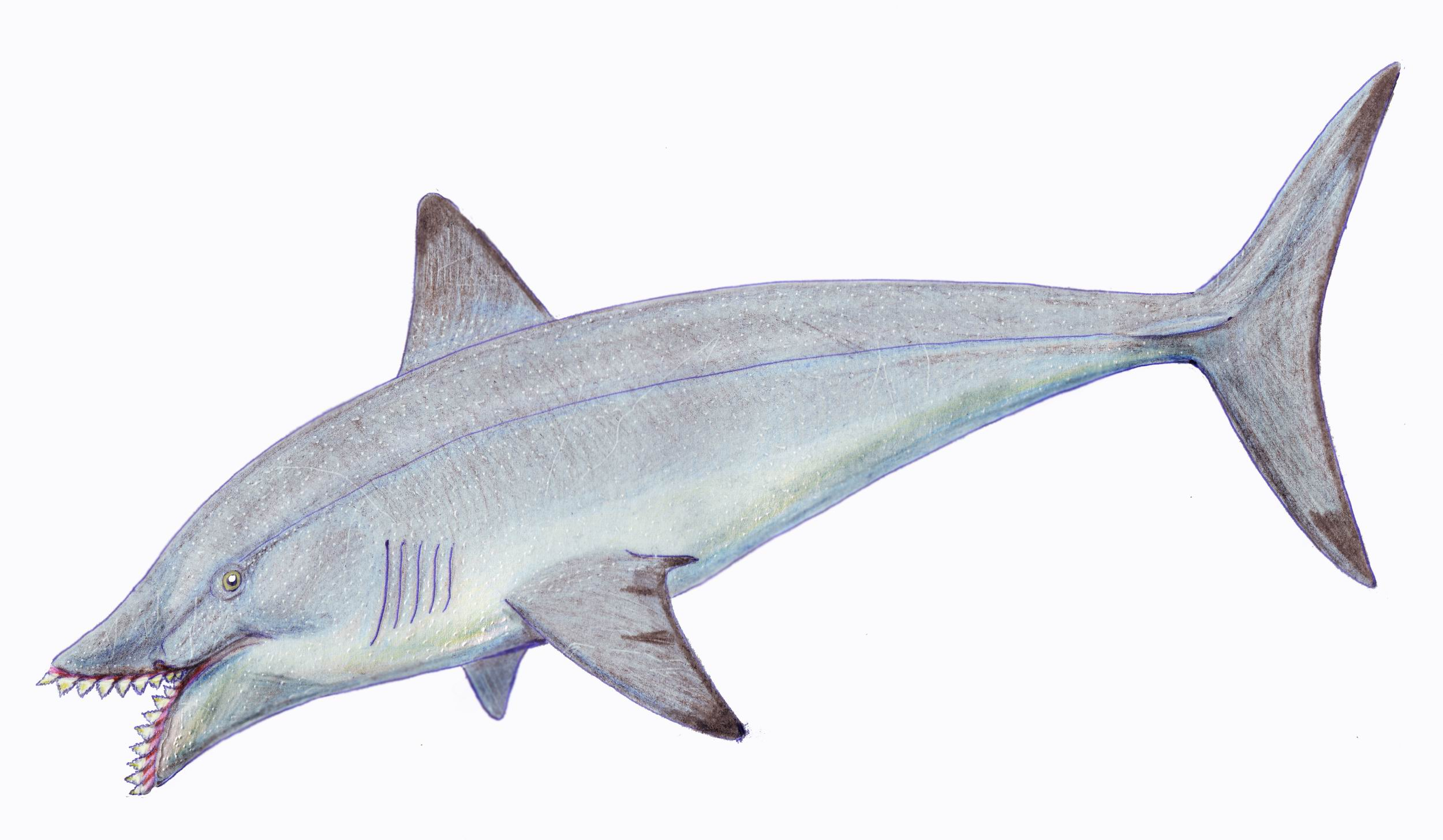
Edestus henrinchi.

Los eugeneodontiformes (Eugeneodontiformes) son un orden extinto de condrictios con mandíbulas vistosas. Aparecieron aproximadamente de 300 a 218 millones de años en los océanos del periodo Carbonífero.

## Posición taxonómica
Las afinidades de los eugeneodontiformes son inciertas; algunos autores los clasifican como holocéfalos considerándolos, pues, emparentados con las quimeras actuales, mientras que otros los consideran elasmobranquios, es decir, parientes de los tiburones.

## Familias y géneros
Cuenta con 2 familias y 27 géneros, ninguno superviviente.
- Superfamilia Caseodontoidea
  - Género Campodus
  - Género Chiastodus
  - Familia Caseodontidae
    - Género Caseodus
    - Género Erikodus
    - Género Fadenia
    - Género Ornithoprion
    - Género Romerodus

  - Familia Eugeneodontidae
    - Género Bobbodus
    - Género Eugeneodus
    - Género Gilliodus
- Superfamilia Edestoidea
  - Familia Agassizodontidae
    - Género Agassizodus
    - Género Arpagodus
    - Género Campyloprion
    - Género Helicoprion
    - Género Parahelicoprion
    - Género Sarcoprion
    - Género Toxoprion

  - Familia Edestidae
    - Género Edestus
    - Género Helicampodus
    - Género Listracanthus
    - Género Lestrodus
    - Género Metaxyacanthus
    - Género Parahelicampodus
    - Género Physonemus
    - Género Prospiraxis
    - Género Syntomodus